# Robert Dorgebray
Robert Dorgebray (Nesles-la-Vallée, 16 d'octubre de 1915 - París, 29 de setembre de 2005) va ser un ciclista francès que fou professional entre 1942 i 1952.
El 1936, com a ciclista amateur, va prendre part en els Jocs Olímpics de Berlín, en què guanyà la medalla d'or a la prova de ruta per equips. Com a professional guanyà la París-Camembert de 1947 i disputà tres edicions del Tour de França.

## Palmarès
- 1936
  -  Campió olímpic de ruta per equips
- 1939
  - 1r a la París-Évreux
- 1942
  - 1r a Montluçon
  - 1r al Gran Premi Pneumatique
- 1945
  - 1r al Gran Premi dels Aliats
- 1946
  - 1r al Circuit de l'Indre
- 1947
  - 1r a la París-Camembert
- 1949
  - 1r al Boucles de la Seine

### Resultats al Tour de França
- 1947. Abandona (2a etapa)
- 1949. Abandona (2a etapa)
- 1950. Abandona (7a etapa)